# انجمن برخط
انجمن برخط (انگلیسی: Online community) که با نام‌هایی چون انجمن اینترنتی (انگلیسی: internet community) و انجمن تحت وب (انگلیسی:web community) نیز شناخته می‌شود، گونه‌ای اجتماع است که اعضای آن به واسطه اینترنت همدیگر را شناخته و باهم وارد تعامل می‌شوند. برای بسیاری از افراد، انجمن‌های اینترنتی مانند خانه خودشان محسوب می‌شوند و اعضای خانواده‌شان نیز دوستان نامرئی (اینترنتی) آن‌ها هستند. افرادی که مایل به عضویت در یک انجمن آنلاین هستند، معمولاً باید از طریق یک وبگاه خاص عضو شوند و از این طریق به مطالب یا پیوندهای خاصی دسترسی پیدا می‌کنند.یک انجمن آنلاین می‌تواند به عنوان یک سیستم اطلاعاتی عمل کند که در آن اعضا می‌توانند متن‌هایشان را منتشر نمایند، در مورد موضوعات مختلف به مباحثه بپردازند و اظهارنظر کنند، به یکدیگر مشاوره دهند یا با هم همکاری کنند. عموماً افراد به واسطه اتاق‌های گفتگو، شبکه‌های اجتماعی و تالارهای گفتگو و میلینگ‌لیست‌ها از این خدمات و اجتماعات بهره‌‌مندمی‌شوند. افزایش محبوبیت وبگاهای نسل ۲، ارتباطات آنی را تسهیل کرده و توانایی ارتباط با دیگران و تولید انواع مختلف اطلاعات برای معاوضه را فراهم کرده‌است.